# ياسمين كامبل
ياسمين كامبل (بالإنجليزية: Jasmine Campbell)‏ هي متزحلقة أمريكية، ولدت في 11 أغسطس 1991 في سانت جون في الولايات المتحدة.

## وصلات خارجية
- ياسمين كامبل على موقع الاتحاد الدولي للتزلج (التزلج على المنحدرات الثلجية) (الإنجليزية)
- ياسمين كامبل على موقع أوليمبيديا (الإنجليزية)